# 31. Kurentovanje (1991)
Kurentovanje 1991 je bil enaintrideseti ptujski karneval, ki je potekal na pustno nedeljo 10. februarja.
Skupaj sta ga devetnajsto leto zapored organizirala Folklorno društvo Ptuj in TD Ptuj. Za razliko od prejšnjih let, dopoldanskega etnografskega prikaza mask na mestni tržnici tokrat ni bilo. Tako je bil samo popoldanski karnevalski prikaz karnevalskih in etnografskih mask, na kateri je nastopilo skupaj čez 1.000 udeležencev in ca. 30 folklornih skupin iz Slovenije, Hrvaške in Italije. Obisk povorke je bil precej slabši kot v prejšnjih letih, tudi prodaja vstopnic je bila kot ponavadi slaba. Slovenska televizija je prireditev znova prezrla, očitno pa je bila dovolj zanimiva za hrvaško televizijo z 8-člansko ekipo, ki je bila tudi pokrovitelj dogodka, pred tem pa posnela več oddaj o kurentovanju. Tudi hrvaški in slovenski radiji so namenili 10 ur programa, dobro so dogodek pokrivali tudi časopisi. Prve nagrade niso podelili, saj maske niso upoštevale organizatorja, da bi predstavili kulturno dediščino Ptuja.
Čeprav so se domačini zmrdovali, so bili predstavniki iz 21 različnih držav navdušeni. V nedeljo smo na ptujskih ulicah lahko srečali številne turistične delavce; Turistična zveza Slovenija, Gospodarska zbornica Slovenije (center za turistično in ekonomsko propagando) in nekatere agencije. Nekateri so se pritoževali, da bi morala biti povorka tako kot v prejšnjih letih bolj razpotegnjena, saj se vsi obiskovalci nekaterih mask niso najbolje videli.
Kot ponavadi je Ptuj obiskal tudi znani slovenski etnolog Janez Bogataj, ki je vneto pisal in pripomnil da je vtisov in opažanj za dve strani, ki jih je v naslednjih dneh tudi objavil. Še prej pa je za Ptujski tednik pripomnik, da Kurentovanje potrebuje bolj strokoven in celovit pristop. Najbolj od vsega ga je prevzela ulična pustna dekoracija, kakršne na Ptuju še ni bilo, s čimer so Ptujčani dokazali, da se tudi iz tradicije da narediti nekaj sodobnega. Pograjal pa je gostinsko ponudbo in pustni sejem. Prišel je že ob 7. uri zjutraj in si ogledal vse gostilne, najbolj pa je pohvalil kavarno Orfej. 

## Spored

### Popoldanski karnevalski sprevod mestu
Ob 13. uri po mestnih ulicah:
- Okrog 30 etnografski skupin
- Motorizirana in druga vozila delovnih organizacij
- Ptujske osnovne in srednje šole

## Ostale prireditve
Tudi najmlajši so na pustni ponedeljek imel otroško maškerado v Športni dvorani Mladika na Ptuju. Na pustni torek pa še starejša mladina.

## Nagrade
Posebna komisija organizacijskega odbora je denarno nagradila naslednje karnevalske skupine:

### Motorizirane skupine
|                      | Karnevalske skupine                                                        | Nagrada         |
| -------------------- | -------------------------------------------------------------------------- | --------------- |
| 1. nagrada           | Prva nagrada ni bila podeljena (saj zanjo niso bili izpolnjeni vsi pogoji) | 30.000 dinarjev |
| 2. nagrada           | GD Dvorjane (Stanovanjski zakon)                                           | 15.000 dinarjev |
| 3. nagrada (deljena) | Mercator Izbira-Panonija (Janševa vojska)                                  | 5.000 dinarjev  |
| 3. nagrada (deljena) | Dornavski cigani                                                           | 5.000 dinarjev  |

### Najlepše okrašene izložbe in mestna pročelja
- 1. nagrada (10.000 dinarjev)
- 2. nagrada (5.000 dinarjev)
- 3. nagrada (3.000 dinarjev)

### Nagrajene izžrebane vstopnice
- 1. nagrada (20.000 dinarjev)
- Preostale privlačne nagrade so prispevala podjetja;

– Metalka Ljubljana (prodajni center Ptuj)
– Tekstilna tovarna Majšperk
– Impol Slovenska Bistrica
– Mladinska knjiga Ptuj
– Henkel Zlatorog
– Radenska